# François de Salignac de La Mothe-Fénelon (1607-1688)
Pour les articles homonymes, voir Fénelon (homonymie) et Salignac.
François de Salignac de La Mothe-Fénelon, né à Manot le 20 mai 1607 et mort à Sarlat le 1er mai 1688, est un ecclésiastique qui fut évêque de Sarlat de 1658 à 1688.

## Biographie
François de Salignac est le fils et homonyme de François de Salignac, baron de La Mothe-Fénelon († 1644), et de Marie de Bonneval († 1658), dame de Salignac. Il est l'oncle et le parrain de Fénelon. 
Il est tonsuré en 1619 par son cousin Louis II de Salignac de La Mothe-Fénelon l'évêque de Sarlat. Il fait ses études chez les Jésuites de Rouen puis à Paris. Il est pourvu très jeune du prieuré de Saint-Pierre de Carennac dans l'attente de monter sur le siège épiscopal de Sarlat qui avait déjà été occupé par cinq membres de sa famille. En 1658 Nicolas Sévin l'évêque de Sarlat accepte de devenir le coadjuteur et futur successeur  d'Alain de Solminihac l'évêque de Cahors rendant ainsi disponible l'évêché de Sarlat. François de Salignac est désigné, confirmé le 31 mars 1659 et consacré en mai suivant par son prédécesseur Nicolas Sévin devenu entretemps évêque de Cahors.
Dans son diocèse il entreprend une véritable « croisade » contre les calvinistes et fait démolir treize temples, envoie des « Missions » travailler à la conversion des hérétiques, établit à Sarlat les « Filles de Notre-Dame » et les « Dames de la Foi » chargées de l'instruction des jeunes converties. Il fonde enfin un séminaire de la Mission en 1668. Il entreprend une campagne de réparation du palais épiscopal et de l'église de Temniac ; il fait bâtir le manoir épiscopal d'été d'Issigeac, achever la nef de la cathédrale de Sarlat et aménagé le jardin dit « Plantié ». Par son testament il lègue tous ses biens à son neveu et homonyme, François de Salignac de La Mothe-Fénelon, laissant à sa charge le versement d'une rente de 4 000 livres à l'église de Sarlat.